# SS Gaelic (1885)

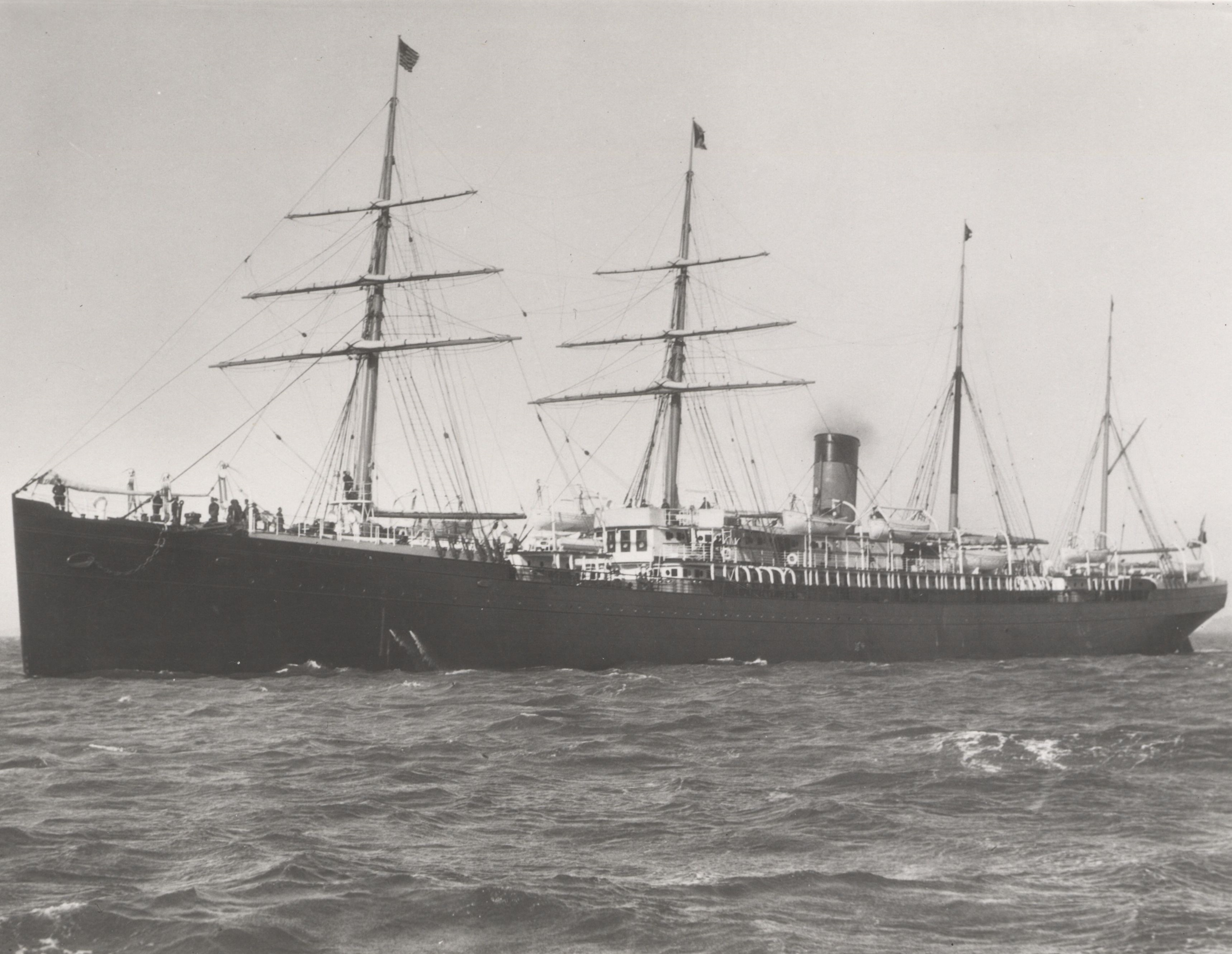
SS Gaelic

SS Gaelic byl parník, který úspěšně přepravil prvních 102 korejských imigrantů do USA.

## Historie
Gaelic byl vybudován v loděnicích Harland & Wolff v Belfastu pro společnost White Star Line. Měl 4 206 BRT. Na svou první plavbu vyplul 21. února 1885. Poté křižoval Pacifik pro Occidental & Oriental Steamship Co. v letech 1885 až 1904. Převoz 102 korejských imigrantů na Havaj začal 29. prosince 1902 v japonském Nagasaki a skončil 13. ledna 1903, kdy doplul do Honolulu. V roce 1905 byl v Harland & Wolff upraven a poté prodán Pacific Steam Navigation Co. a přejmenován na Callao. V roce 1907 byl odstaven a sešrotován.